# Mokrzyce Dworskie
Mokrzyce Dworskie – wieś sołecka w Polsce położona w województwie mazowieckim, w powiecie nowodworskim, w gminie Nasielsk.
W latach 1975–1998 miejscowość administracyjnie należała do województwa ciechanowskiego.